# Diederik Ebbinge
Diederik Ebbinge (Enschede, 9 mei 1969) is een Nederlands acteur, komiek, presentator en filmregisseur.

## Biografie
Ebbinge was de jongste in een gezin van drie kinderen. Hij groeide op in Baarn. Na drie middelbare scholen haalde hij zijn mavo-diploma. De meao mislukte en hij vond een baantje bij het Nationaal Computer Centrum Woningcorporaties in Almere. Na drie jaar begon hij aan een opleiding aan de Akademie voor Kleinkunst in Amsterdam en richtte daar met zijn klasgenoten Remko Vrijdag en Rutger de Bekker het theatergezelschap De Vliegende Panters op. Samen met Vrijdag en De Bekker maakte hij vier shows. Na 13 jaar De Vliegende Panters ervoer hij een burn-out, en bracht hij rust in zijn leven. Diederik Ebbinge is getrouwd en heeft twee zoons.

### Acteerwerk
Behalve in het theater is Ebbinge ook vaak in films en op televisie te zien. Hij had rollen in programma's als Sien van Sellingen, We zijn weer thuis, het VPRO-jeugdprogramma Toscane, dramaseries als Baantjer, De co-assistent, Crimi Clowns, Verliefd op Ibiza en Jos en de miniserie Gouden Bergen (2015). Op het grote doek speelde Ebbinge rollen in Alles is Liefde (2007), Vox populi (2008), Iep! (2010), Bennie Stout (2011), Alles is familie (2012), Soof (2013), Toscaanse Bruiloft (2014) en Hartenstraat (2014). Ebbinge is bij het grote publiek vooral bekend als basisschooldirecteur Anton uit de comedyserie De Luizenmoeder, die hij samen met medehoofdrolspeler Ilse Warringa ook schreef. Dit programma won in juni 2018 de Zilveren Nipkowschijf en het werd genomineerd voor de Gouden Televizier-Ring 2018.
Op de radio was hij tot 2013 geregeld te horen in de rubriek Ochtendhumeur van KRO Goedemorgen Nederland. In 2014 speelde hij mee in het eenmalige hoorspel Tot hier en niet verder dat is uitgezonden door de VPRO.

### Regie
Ebbinge heeft ook enkele films geregisseerd. Voor NPS Kort! maakte hij Naakt in 2006 en Succes in 2008. Zijn eerste langere film (50 minuten) volgde in 2009 met Gewoon Hans, een film met en over Hans Teeuwen. Op het Internationaal Film Festival Rotterdam ging op 27 januari 2013 zijn eerste lange speelfilm, Matterhorn, in première. Daarmee won Ebbinge diverse filmprijzen, waaronder de publieksprijs op dit festival en, in 2014, de hoofdprijs op het filmfestival van het Noord-Franse Cabourg. Op 19 april 2015 ging zijn tweede lange speelfilm Kidnep in première.
Op 21 oktober 2024 ging in DeLaMar in Amsterdam de musical Onze Jordaan in première, waarvan Ebbinge het script schreef en ook de regie voerde. De musical werd overladen met complimenten en kreeg in verscheidene kranten vijf sterren.

### Televisie
De in december 2019 gestarte satirische talkshow Promenade wordt gepresenteerd door Ebbinge met vaste gasten Ton Kas, Henry van Loon en Eva Crutzen op zondagavond op NPO 3. Hoewel de kijkcijfers teleurstelden, kreeg het programma lovende kritieken. Dichter Nico Dijkshoorn schreef over het programma: "‘Promenade’ is absoluut de beste televisie die ik de laatste tien jaar heb gezien. Actueel, ironisch, vlijmscherp, verwarrend en vilein." Columniste Sheila Sitalsing sprak van de "briljante tv-show Promenade". In de zomer van 2020 kreeg de talkshow een vervolg onder de naam ZomerPromenade. Na de eerste aflevering was er veel waardering voor een persiflage van het voetbalprogramma Veronica Inside. Het absurdisme vierde hoogtij, toen de voorlaatste aflevering als laatste aflevering werd gepresenteerd, waarna er nog een aflevering volgde waarin 'alles weer anders' was 'dan u van ons gewend bent.' Een constante in Ebbinges werk is zelfspot.
In de aanloop van de Tweede Kamerverkiezingen in 2021 presenteerde Diederik Ebbinge de politieke spelshow en verkiezingsquiz Kiespijn op NPO3. Het programma heeft vier afleveringen. Elke week ontvangen teamcaptains Rutger Castricum en Hanneke Groenteman linkse of rechtse gasten met wie ze verschillende vragenrondes spelen. Zo komen onder meer sociale media, partijprogramma's, een onbekend Tweede Kamerlid en typisch linkse en rechtse dingen voorbij. Gijs Rademaker is aanwezig voor duiding en statistiek. Sinds dat jaar wordt deze show rond alle verkiezingen uitgezonden, dus ook tijdens gemeenteraads-, Provinciale Staten- en waterschapsverkiezingen of Europese parlementsverkiezingen. Het wordt dan uitgezonden op de zondagen voor en na de verkiezingen.
Sinds 2023 presenteert Ebbinge ook het programma Top 2000 à Go-Go, een programma rond de Top 2000.
Vanaf maart 2024 wordt het door Ebbinge bedachte, geschreven en geregisseerde Koningshuis the Musical uitgezonden op NPO 3.
Ebbinge is als presentator te zien in het begin 2025 aangevangen NTR-televisieprogramma The Best of Pop. In elke aflevering staat een legendarische artiest of groep centraal. Angelique Houtveen vertelt als side-kick verhalen over hen.

### Maatschappelijk
Tijdens de coronacrisis keerde Ebbinge zich fel tegen zijn collega Youp van 't Hek die zich in een column vrolijk had gemaakt over de gevolgen van de crisis voor de cultuursector. Naar aanleiding van protesten na de dood van George Floyd verklaarde Ebbinge dat hij bepaalde raciaal getinte grappen niet meer zou maken.

## Filmografie
- We zijn weer thuis - Patiënt (1994)
- Baantjer - Rechercheur (1995-1996)
- De trein van zes uur tien - Yup (1999)
- Toscane (1999)
- Wildschut & De Vries - Carl Portengen (2000)
- Daar vliegende panters (2001-2002, 2005-2006)
- Alles is liefde - Huub (2007)
- In Oranje - Dokter (2004)
- Vox populi - Fractiegenoot (2008)
- Gooische vrouwen - Dokter Van Wijngaarden (2009)
- De co-assistent - Dirk de Gaper (2009-2010)
- Iep! - Redder (2010)
- Sien van Sellingen - Vader (2010-2012)
- Bennie Stout - Burgemeester (2011)
- Crimi Clowns - Mr. Dejongh (2012)
- Alles is familie - Lodewijk de Goeie (2012)
- Crimi Clowns: De Movie - Mr. Dejongh (2013)
- Verliefd op Ibiza - Tom (2013)
- Soof - Tegelverkoper (2013)
- Jeuk! - Diederik (2014-2018)
- Toscaanse Bruiloft - Bob (2014)
- Hartenstraat - Ron (2014)
- Gouden Bergen - Jaap Bremer (2015)
- Meiden van de Herengracht - Soapregisseur (2015)
- SneekWeek - Hoofdcommissaris Stienstra (2016)
- B.A.B.S. - Loek Nieuwenhaag en Anton Faber (2017)
- De Maatschap - Aron Meyer (2017)
- De Luizenmoeder - Anton (2018–2019)
- Familie Kruys - Eddy (2018)
- All You Need Is Love - Dirk (2018)
- Promenade (2019-2025)
- Alles op tafel - Ben (2021)
- Jos - Jos Meulemans (2022)
- Koningshuis the Musical - Dominique Elsschot (2024)

## Trivia
- Van 2015 tot en met 2016 was Ebbinge als teamleider te zien in het RTL 4-programma Het collectief geheugen.
- Van 2020 tot 2024 was Ebbinge de "reclamestem" van de Aldi in Nederland. Hij had de twijfelachtige eer dat hij als eerste in die rol werd vervangen door een AI-stem.[14]